# Медаль «За розвиток Сибіру та Далекого Сходу»
Медаль «За розвиток Сибіру і Далекого Сходу» — державна нагорода Російської Федерації. Медаллю нагороджуються громадяни Російської Федерації за заслуги у розвитку Сибіру та Далекого Сходу, у тому числі у сфері державного будівництва, економіки, промислового виробництва, транспортної, енергетичної та інформаційно-телекомунікаційної інфраструктури, сільського господарства, науки, культури, мистецтва, освіти, охорони здоров'я, охорони навколишнього середовища та інших сфер діяльності.

## Зображення

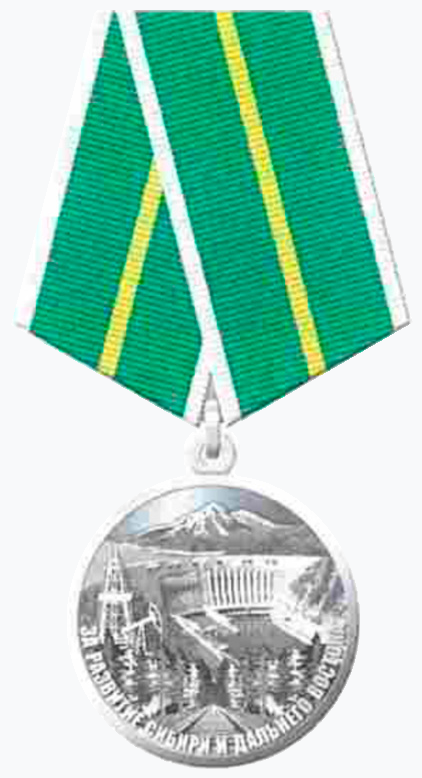
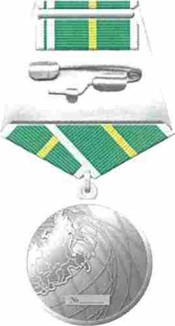

## Історія нагороди
Медаль «За розвиток Сибіру та Далекого Сходу» заснована Указом Президента Російської Федерації від 29 серпня 2022 року № 587. Тим самим указом затверджено Положення про медаль та її опис.